# Tchinguis
 (juillet 2023).
Tchinguis (en russe : Чингис) est un village de Russie situé dans l'oblast de Novossibirsk.

## Géographie
Tchinguis se trouve au bord de la Ob au sud-ouest de l'oblast de Novossibirsk. 

## Histoire
La localité est connue depuis 1630. 

## Population
Recensements (*) et estimations de la population,,: 
|       | \| 2002* \| 2010* \| \| ----- \| ----- \| \| 667 \| 540 \| |
| 2002* | 2010*                                                      |
| 667   | 540                                                        |